# هومر بنکس
هومر بنکس (انگلیسی: Homer Banks؛ ‏ ۲ اوت ۱۹۴۱ – ۳ آوریل ۲۰۰۳) موسیقی‌دان، خواننده و ترانه‌سرای اهل ایالات متحده آمریکا بود. وی بین سال‌های ۱۹۵۷ تا ۲۰۰۳ میلادی فعالیت می‌کرد.
وی یکی از سه ترانه‌نویس «اگر دوست داشتن تو اشتباه است، می‌خواهم در این اشتباه بمانم» بود که توسط هنرمندان بزرگی همچون لوتر اینگرام، راد استیوارت، میلی جکسون، باربارا ماندرل و کاساندرا ویلسون اجرا شد.